# 社村 (長野県)
社村（やしろむら）は長野県北安曇郡にあった村。現在の大町市大字社にあたる。

## 地理
- 河川：高瀬川

## 歴史
- 1875年（明治8年）2月18日 - 筑摩県安曇郡宮本村・曽根原村・閏田村・木船村・館之内村・常光寺村・松崎村・山之寺村および丹生子村の一部（枝郷菅の窪を除く）が合併して社村となる。
- 1876年（明治9年）8月21日 - 長野県の所属となる。
- 1879年（明治12年）1月4日 - 郡区町村編制法の施行により、北安曇郡の所属となる。
- 1889年（明治22年）4月1日 - 町村制の施行により、社村が単独で自治体を形成。
- 1954年（昭和29年）7月1日 - 大町・平村・常盤村と合併して大町市が発足。同日社村廃止。